# Federația de Fotbal din Insulele Virgine Americane
Federația de Fotbal din Insulele Virgine Americane este forul ce guvernează fotbalul în Insulele Virgine Americane.